# Sveriges landsdele
Sverige er inddelt i tre landsdele: Götaland (den sydlige del af landet), Svealand (den midterste del) og Norrland (den nordlige del).
Landsdelene er geografiske grupperinger af landskaberne, men de udfylder ikke nogen administrativ funktion. De er heller ikke, i modsætning til de ligeledes ikke-administrative landskaper, blevet tildelt noget heraldisk våben eller andre symboler. Den mest almindelige anvendelse af disse landsdele er sandsynligvis i vejrudsigter.
Landsdelenes navne indgår i navne på nogle andre distriktsinddelinger af landet. F.eks. er Mellersta Norrland og Övre Norrland betegnelser for to såkaldte rigsområder, som anvendes i statistiske sammenhænge.

## Geografiske data
Nedenstående tabel viser den gruppering af landskaberne, som har været almindeligt vedtaget de seneste århundreder.
| Landsdel | Indbyggertal 31.12.2011 | Areal (km²) | Landskaber                                                                                                   |
| -------- | ----------------------- | ----------- | --- |
| Götaland | 4.543.533               | 97.841      | Skåne, Blekinge, Halland, Småland, Öland, Gotland, Östergötland, Västergötland, Dalsland og Bohuslän         |
| Svealand | 3.785.534               | 91.098      | Södermanland, Uppland, Västmanland, Närke, Värmland og Dalarna                                               |
| Norrland | 1.153.788               | 261.292     | Gästrikland, Hälsingland, Härjedalen, Jämtland, Medelpad, Ångermanland, Västerbotten, Norrbotten og Lappland |

## Historie
Landsdelernes sammensætning har varieret gennem historien, fortrinsvis på grund af Sveriges ydre grænser har ændret sig. De sydlige landskaber Blekinge og Skåne samt Bohuslän i vest blev overført til Sverige i forbindelse med Freden i Roskilde i 1658, og de kom derefter til at indgå i Götaland, ligesom de ved Freden i Brömsebro i 1645 vundne landskaber Halland og Gotland. Samme år blev også Härjedalen og Jämtland indlemmet, og de er siden da blevet medregnet som en del af Norrland.
Indtil 1658 var Skåne, Halland og Blekinge en del af Danmark og regnedes sammen med Bornholm som den danske landsdel Skåneland, eller Skånelænderne.
Indtil 1809 var Finland en del af Sverige og medregnedes da som en fjerde landsdel. Tidligere medregnedes de nordlige dele af Finland til Norrland og de sydlige som en selvstændig landsdel med navnet Österland. Dette navn forsvandt imidlertid tidligt, sandsynligvis allerede under Kalmarunionen. Visse landskaber, f.eks. Gästrikland, har gennem tiden skiftet tilhørsforhold fra en landsdel til en anden. Men disse ændringer er ikke sket som følge af centrale beslutninger, men er udviklet gradvist over tid.